# Gerard K. O'Neill
Pour les articles homonymes, voir O'Neill.
Gerard Kitchen O'Neill, né le 6 février 1927 à Brooklyn (États-Unis) et mort le 27 avril 1992, est un physicien américain.

## Biographie
Alors qu'il occupe un poste de chercheur-enseignant à l'université de Princeton il met au point le concept d'anneau de stockage qui permet de conserver des particules élémentaires pour produire des faisceaux d'électrons de haute énergie utilisable par des expériences de chimie et de physique. Passionné par l'exploration spatiale, il développe le concept de catapulte électromagnétique qui permet théoriquement de lancer une charge dans l'espace en la propulsant à grande vitesse à l'aide d'un moteur linéaire sur une rampe horizontale. Il fonde l'association Space Studies Institute présentement présidé par son ami Freeman Dyson chargée de promouvoir la recherche dans les domaines de la construction et de la colonisation spatiale.
O'Neill s'intéresse à la possibilité pour l'homme de vivre dans l'espace interplanétaire. Il imagine avec ses étudiants la création de colonies humaines dans des structures cylindriques (baptisées cylindre O'Neill) permettant de produire une pesanteur artificielle et installées aux points de Lagrange dont le financement serait assuré par la construction de Centrale solaire orbitale depuis l'espace. Il développe par la suite un prototype de catapulte électromagnétique avec le professeur Henry Kolm. Ce type d'engin doit jouer un rôle essentiel dans la construction des futures colonies en expédiant les matériaux depuis la Lune ou des astéroïdes. Son ouvrage Les villes de l'espace (1977) a été une source d'inspiration pour les partisans de la colonisation de l'espace qui se regroupent au sein d'associations comme la National Space Society et la Space Frontier Foundation.